# Greatest Hits: My Prerogative (DVD)
Greatest Hits: My Prerogative — это седьмой сборник на DVD от поп певицы Бритни Спирс, выпущенный 9 ноября 2004. В него включены все оригинальные видеоклипы на синглы Спирс, от «...Baby One More Time» до последнего кавера на My Prerogative Бобби Брауна. На DVD присутствует невыпущенный клип на «Outrageous», в котором участвует рэпер Snoop Dogg, и другие не выпускаемые ранее альтернативные версии её видеоклипов.

## Факты
- Обложка DVD является точной копией обложки альбома Бритни Спирс Greatest Hits:My Prerogative (2004).
- DVD стартовал на первой строке рейтингов в США и был сертифицирован дважды платиновым.
- Клипы для песен «From the Bottom of My Broken Heart», «Sometimes» и «Born to Make You Happy» используют радиоверсии треков.

## Содержание
- Буклет внутри DVD включает в себя постер Бритни и список треков.
- 20 видеоклипов:
  1. My Prerogative
  2. Outrageous
  3. Everytime
  4. Toxic
  5. Me Against the Music
  6. Boys
  7. I Love Rock 'n' Roll
  8. I'm Not a Girl, Not Yet a Woman
  9. Overprotected (The Darkchild Remix)
  10. Overprotected
  11. I'm a Slave 4 U
  12. Don't Let Me Be the Last to Know
  13. Stronger
  14. Lucky
  15. Oops!… I Did It Again
  16. From the Bottom of My Broken Heart
  17. Born to Make You Happy
  18. (You Drive Me) Crazy
  19. Sometimes
  20. …Baby One More Time
- Глупые ошибки
- Караоке
  - «Toxic»
- Акапелла
  - «I’m a Slave 4 U»
- Бонус:
  - «За сценой» отснятый Бритни.
  - Бритни поёт «Oops!» в красном костюме кошки.
- Альтернативные фрагменты из некоторых клипов.